# Dracontogena niphadonta
Dracontogena niphadonta är en fjärilsart som beskrevs av Diakonoff 1970. Dracontogena niphadonta ingår i släktet Dracontogena och familjen vecklare. Inga underarter finns listade i Catalogue of Life.